# Älgtjärnen (Ore socken, Dalarna, 681012-146190)
Älgtjärnen är en sjö i Rättviks kommun i Dalarna och ingår i Dalälvens huvudavrinningsområde.